# ماهیچه اسکلتی
ماهیچه‌های اسکلتی(به انگلیسی: Skeletal muscle یا muscle) یا مخطّط گروهی از عضلات بدن هستند که اصطلاحاً حرکات ارادی را انجام می‌دهند. (اما حرکت غیر ارادی هم دارند.مانند دیافراگم).ماهیچه‌های اسکلتی از هزاران تار ماهیچه‌ای انقباض‌پذیر تشکیل شده‌است که به صورت موازی در کنار یکدیگر قرار گرفته و توسط غلافی از بافت همبند احاطه شده‌است. این ماهیچه ها رنگی قرمز دارند و شکلی استوانه ای دارند و تماماً چند هسته ای هستند.
این عضلات حدود دو سوم وزن بدن را تشکیل می دهند.

## بافت‌شناسی
این ماهیچه‌ها حاوی ۷۰٪ آب ،۲۰٪ پروتئین ۵٪ کربوهیدرات (به شکل گلیکوژن)، چربی‌ها و نمک‌ها هستند.
بافت ماهیچه‌های اسکلتی از سلول‌های بزرگی (با طولی حدود ۱ الی 40 میلی‌متر و قطر ۱۰ الی ۸۰ میکرون) تشکیل شده‌است. سلول‌های ماهیچه‌های اسکلتی چند هسته یاخته‌ای هستند.
غشا سلولی فیبر ماهیچه‌ای سارکولما نام دارد.

## فیزیولوژی
تماس عصبی ماهیچه‌ای (به انگلیسی: Neuromuscular junction) ناحیه‌ای است که هر صفحه انتهایی منشعب از نورون حرکتی تحتانی با قسمتی از غشاء یک فیبر عضله اسکلتی ارتباط سیناپسی ایجاد می‌کند. نورون‌های حرکتی آلفا که در ایجاد واحدهای حرکتی شرکت می‌کنند، دستور نهایی را از دستگاه عصبی مرکزی جهت ایجاد انقباض عضلانی صادر می‌کنند. نورون‌های حرکتی تحتانی در انتهای مسیر خود که به عضلات اسکلتی ختم می‌شوند، منشعب شده و با ایجاد صفحات انتهایی در مجاورت فیبرهای عضلانی، پیام‌های عصبی را به عضلات بدن جهت عمل حرکتی منتقل می‌کنند. آزاد شدن استیل کولین از انتهای عصب با تحریک گیرنده‌های نیکوتینی عضله موجب ورود کلسیم به داخل سارکولما و انقباض فیبرهای عضلانی می‌شود.

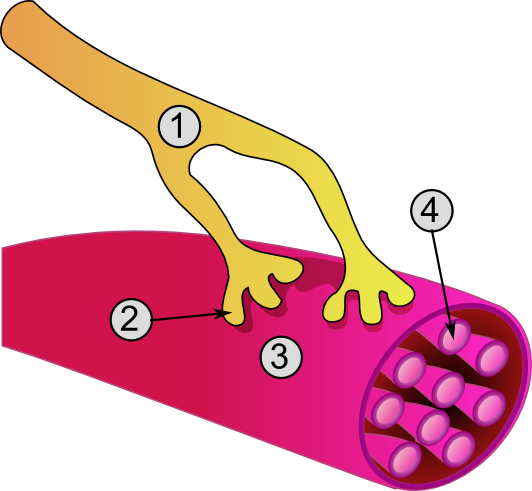
۱. آکسون ۲. پایانهٔ آکسون ۳. سارکومر ۴. تارچه

## انقباض ماهیچه اسکلتی

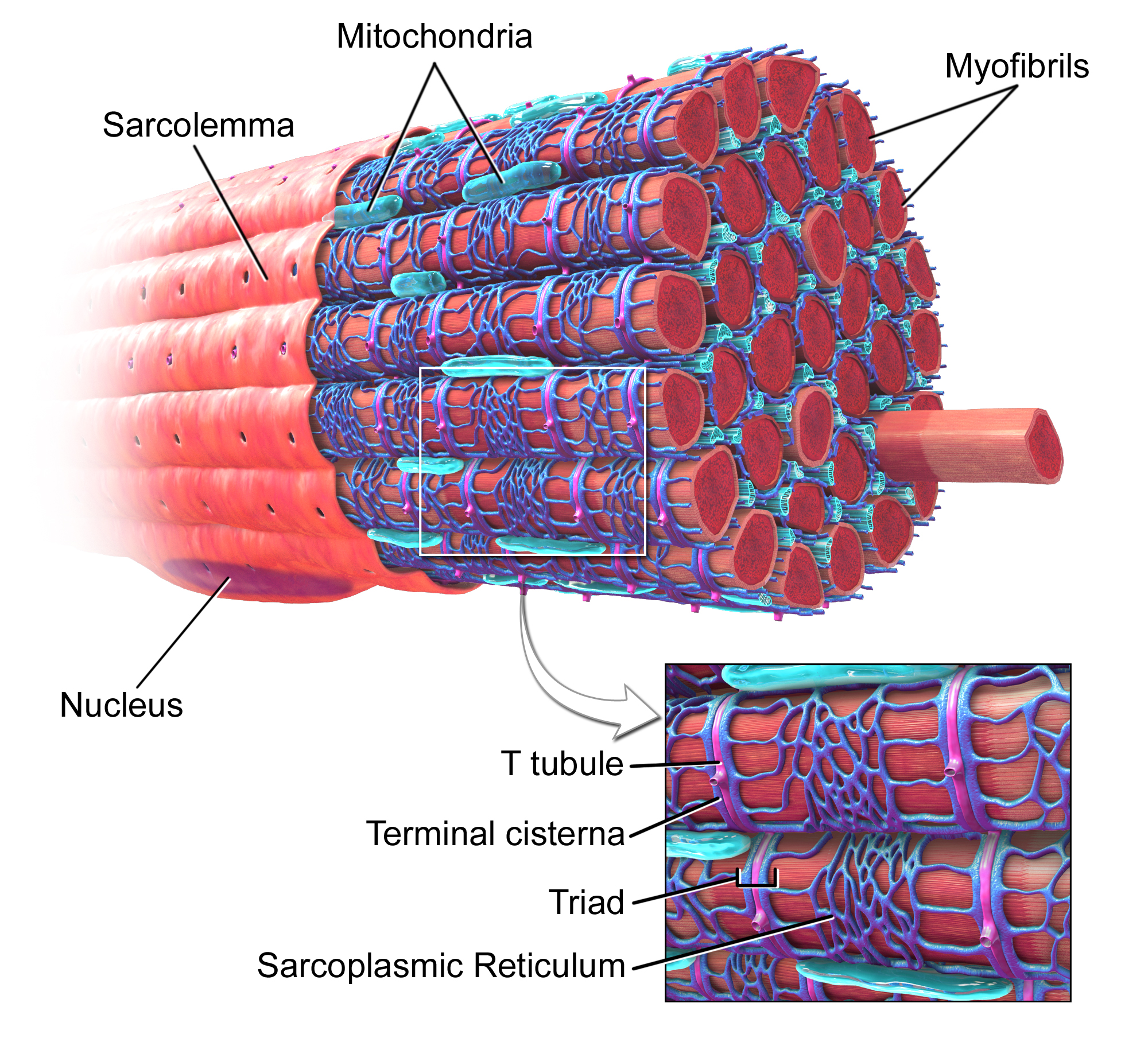
فیبر ماهیچه اسکلتی

با رسیدن پیام عصبی به غشای سلول عضلانی (سارکو لما)، عدم تعادل بار الکتریکی در سلول اتفاق می افتد.
این عدم تعادل از طریق فرو رفتگی‌هایی به نام لوله تی (به انگلیسی:t tubule)
با افزایش آزاد شدن یون‌های کلسیم از شبکه سارکوپلاسمی (به انگلیسی: Sarcoplasmic reticulum) درون سارکوپلاسم به درون تارچه یا میو فیبریل‌های عضلانی تعداد بیشتری از این یون‌ها به درون فضای ساکرومر در درون میوفیبریل می‌روند که در آنجا به پروتئین‌های تروپونین (به انگلیسی: troponin) که بر روی رشته‌های تروپومایوسین (به انگلیسی: tropomyosin) که خود بر روی رشته‌های پروتئینی اکتین (به انگلیسی: actin) قرار دارند چسبیده و پس از واکنش با آن‌ها منجر به حرکت کردن آن‌ها از سر جایشان می‌شوند که این حرکت منجر به آزاد شدن محل اتصال رشته‌های پروتئینی میوزین (به انگلیسی: myosin) به اکتین می‌شود. پس از آزاد شدن محل اتصال  زائده‌های موی شکلی (به انگلیسی: bulbous head) که بر روی رشته‌های پروتئینی مایوسین وجود دارند به درون محل‌های اتصال روی رشته‌های پروتئینی اکتین فرو رفته و اتصالی به نام پل متقاطع (به انگلیسی:cross bridge) را تشکیل می‌دهند. این حرکت منجر به آزاد شدن فسفاتهایی که بر روی زائده‌های مایوسین قرار داشته‌اند می‌شوند، با آزاد شدن فسفات‌ها آدنوزین دی فسفات (ADP)هایی که تاکنون در سر این زائده‌ها ذخیره شده بودند واکنش داده و انرژی مورد نیاز برای حرکت این زائده‌ها را در یک جهت و به میزان ۴۵ درجه را فراهم می‌آورند با حرکت این زائده‌ها رشته‌های اکتینی که به این زائده‌ها ی مایوسینی متصل هستند نیز حرکت می‌کنند. با حرکت رشته‌های اکتینی و با کوتاه شدن نوار اچ (به انگلیسی: H band) عضله منقبض می‌شود این زنجیره از فرایندها تا حدی تکرار می‌شود که عضله به میزان انقباض لازم برسد. پس از هر حرکت یک آدنوزین تری‌فسفات (ATP) جدید به سوی سر زائده‌های مایوسینی آمده و در همین هنگام این زائده‌ها از رشتهٔ اکتین جدا می‌شوند. آدنوزین تری‌فسفات در سر زائده‌های مایوسینی توسط آنزیم ای تی پاز (به انگلیسی: atpase) به آدنوزین دی فسفات و یک فسفر (Pi) تجزیه می‌شود، اکنون زائده‌های مایوسینی آماده برای انقباض بعدی عضلانی می‌باشند. پس از پایان یافتن هر انقباض یون‌های کلسیم به رتیکولوم‌های ساکروپلاسمیک (به انگلیسی: Sarcoplasmic reticulum) ای در خارج از میوفیبریل که از آن‌ها به هنگام رسیدن پیام عصبی آزاد شده بودند باز می‌گردند.

## بیماری‌های تماس عصبی ماهیچه‌ای
بعضی از بیماری‌های عصبی ماهیچه‌ای(نرو ماسکولار)به علت اختلال در ناحیه تماس عصبی ماهیچه‌ای ایجاد می‌شوند. کاهش میزان استیل کولین به علت اشکال در آزاد کردن آن، اختلال در ساختمان طبیعی چین‌های پس سیناپسی (از نظر عمق و تعداد) و خرابی گیرنده‌های استیل کولین از جمله عوامل ایجاد بیماری‌های مریوط به ناحیه تماس عصبی عضلانی محسوب می‌شوند. بیماری‌های میاستنی به دلیل اختلال در ناحیه تماس عصبی عضلانی ایجاد می‌شوند. ضعف عضلانی و خستگی زودرس در عضلات اسکلتی از علایم مهم این بیماری‌ها بوده که گاهی یک قسمت از بدن یا می‌تواند چندین ناحیه از عضلات فرد را درگیر نماید.میاستنی گراویس از جمله بیماری‌های تماس عصبی عضلانی است.